# خطة دبي 2021

ملصق بيبن محاور خطة دبي 2021

خطة دبي 2021 تم اطلاقها خلال حفل كبير أقيم بهذه المناسبة في الشاطئ السياحي بمنطقة جميرا بيتش ريزيدنس برعاية الشيخ محمد بن راشد آل مكتوم، نائب رئيس الدولة، رئيس مجلس الوزراء حاكم دبي، اليوم، والشيخ حمدان بن محمد بن راشد آل مكتوم، ولي عهد دبي رئيس المجلس التنفيذي لإمارة دبي  ويأتي اطلاق خطة دبي2021 استكمالا «لخطة دبي الاستراتيجية 2015»، والتي هدفت إلى تحقيق رؤية دبي تحت شعار «دبي حيث يبدأ المستقبل»، ومع اقتراب نهاية الإطار الزمني للخطة الحالية، وجه سمو الشيخ حمدان بن محمد بن راشد آل مكتوم الأمانة العامة للمجلس بإطلاق مشروع «خطة دبي 2021»، والتي تعد امتداداً لقصة نجاح خطة 2015.

## المحاور
تتركز الخطة في ستة محاور وجاء الإطار العام للخطة متضمناً ستة محاور رئيسية تحدد السياق العام للعمل الحكومي في الإمارة، إذ تصف تلك المحاور الصورة المستهدفة لدبي بحلول العام 2021، وهي:
- الأفراد: “موطنٌ لأفرادٍ مبدعين وممكَّنين، ملؤُهم الفخرُ والسعادة”
- المجتمع: “مجتمعٌ متلاحمٌ ومتماسك”
- التجربةالمعيشية: ” المكانُ المفضل للعيش والعمل، والمقصدُ المفضّلُ للزائرين”
- المكان: “الذكيه ومدينة المستدامة”
- الاقتصاد: “محور رئيس في الاقتصاد العالمي”
- الحكومة: “حكومة رائدة ومتميزة”

وقد حققت  خطة دبي إنجازات عديدة ضمن سياق النهضة في كل المجالات وأهمها :
- فوز دبي باستضافة معرض إكسبو الدولي 2020
- إعلان دبي عاصمة الاقتصاد الإسلامي
- إطلاق استراتيجية دبي المدينة الأذكى عالمياً